# Urad 121
Urad 121 (ang. Bureau 121) je severnokorejska agencija za kibernetsko vojskovanje, ki je del Generalnega Urada za izvidništvo severnokorejske vojske, ki je bil ustanovljen leta 1998. Urad 121 je pristojen za usposabljanje, zbiranje obveščevalnih in zaupnih podatkov, infiltriranje Južne Koreje, Japonske ter Združenih držav Amerike in vzpostavitev podzemnih političnih strank, ki so osredotočene na podpihovanje nemirov in revolucijo. Po poročilih strokovnjakov, naj bi Urad 121 izvedel več napadov na vojaški sistem ZDA, kot katerekoli druge vojaške hekerske enote, ki so državno podprte (vključno s Kitajsko in Rusijo). Severna Koreja ima tudi dogovor z Iranom za kibernetsko vojno dejavnost.

## Osebje
Po poročilih medijske hiše Reuters, Urad 121 sestavljajo najbolj talentirani računalniški tehniki Severne Koreje, katere vodi Korejska vojska. Čeprav državljani Severne Koreje ne morejo prosto dostopati do interneta, je Jong-un kibernetske napade imenoval čarobno orožje, ki omogoča krute napade proti Južni Koreji. Po podatkih pribežnika Urada 121, naj bi ta imel vsaj 1 800 računalniških specialistov, kateri so bili specifično izbrani diplomanti avtomatike Kim II-sung Univerze. Medtem, ko so specialisti Urada 121 razpršeni po celem svetu, imajo njihove družine posebne privilegije na domačem ozemlju.

## Tarče in metode
V poročilu, ki ga je objavil Hewlett Packard avgusta 2014, je Urad 121 opisan kot razvpita severnokorejska vojaška skupina, popolnoma sposobna za izvajanje kibernetskih napadov, vdor v računalniška in mobilna omrežja, sejanje računalniških virusov in ustvarjanje motenj v navigacijskih sistemih. Urad 121 naj bi severni Koreji zagotavljal strateško prednost, saj izhodni napadi nimajo omejenega dosega, medtem ko ga vhodni napadi imajo.
Dejavnost agencije je prišla v javnost decembra 2014, ko je Sony Pictures odpovedal premiero filma Intervju z razlogom, da so jim vdrli v računalnike. Jeh Johnson, ki je zaposlen v agenciji za domovinsko varnost ZDA je izjavil, da je napad na Sony zelo resen, ne le za posameznike in podjetja temveč tudi temeljne svoboščine, ki jih uživajo v državi. Napada ni želel označiti s terorizmom. Urad 121 so obtožili za kibernetske kršitve, vendar je Severna Koreja zanikala obtožbe.
Veliko dejavnosti agencije pa je usmerjeno na Južno Korejo. Pred napadom na Sony, je Severna Koreja pritrdila, da so vdrli v več kot 30 000 osebnih računalnikov v Južni Koreji, kar je pustilo posledice na bankah, medijskih agencijah in celo na uradni strani predsednice Južne Koreje Park Geun-hye. V letu 2011 pa naj bi južnokorejska policija zasačila pribežnika Urada 121 z mobilno aplikacijo Lineage, preko katere lahko ogromno število priigranih točk prodajaš na spletu. Prav tako, pa je bila Severna Koreja odgovorna za vdor v več tisoč pametnih telefonov leta 2013, z mobilno igro, ki je krožila po Južni Koreji.  Igra naj bi imela isti sistem, kot aplikacija Lineage, z njo pa naj bi Severna Koreja pokradla milijone. Za oba napada pa naj bi bila kriva DarkSeoul Tolpa, katero zastopa računalniška varnostna agencija Symentec.
Ameriški vladni organi menijo, da je Severna Koreja dovolj zmogljiva, močna in odgovorna za več zlonamernih kibernetskih aktivnosti vse od leta 2009 naprej. Ker agencija deluje po celem svetu, naj bi bila domnevna lokacija manjše enote urada 121 v Chilbosan Hotel v Shenyang, Kitajska.
Južna Koreja je že večkrat obtožila Urad 121 za opravljanje GPS motenj. Najnovejši primer motenj se je zgodil 1. aprila 2016.